# Campionati canadesi di sci alpino 1991
Ai Campionati canadesi di sci alpino 1991 furono assegnati i titoli di discesa libera, supergigante, slalom gigante, slalom speciale e combinata, sia maschili sia femminili.

## Risultati
| Specialità      | Uomini         | Donne              |
| --------------- | -------------- | ------------------ |
| Discesa libera  | Ed Podivinsky  | Kerrin Lee-Gartner |
| Supergigante    | Rob Boyd       | Michelle McKendry  |
| Slalom gigante  | Éric Villiard  | Annie Laurendeau   |
| Slalom speciale | Alain Villiard | Sonja Rusch        |
| Combinata       | Alain Villiard | Stephanie Hoolahan |